# Раяйоки (приток Китенйоки)
Раяйоки (фин. Rajajoki — пограничная река) — река в России и Финляндии. В России протекает по Сортавальскому району Карелии.
Исток — озеро Риокоярви в Финляндии, в общине Китеэ. Течёт на юго-восток, пересекает российско-финляндскую границу. Устье реки находится в 33 км от устья Китенйоки по правому берегу, у бывшего населённого пункта Хекселя. Длина российской части реки составляет 10 км.
Принимает правый приток — Ряйсясеною.

## Данные водного реестра
По данным государственного водного реестра России относится к Балтийскому бассейновому округу, водохозяйственный участок реки — Водные объекты бассейна оз. Ладожское без рр. Волхов, Свирь и Сясь, речной подбассейн реки — Нева и реки бассейна Ладожского озера (без подбассейна Свирь и Волхов, российская часть бассейнов). Относится к речному бассейну реки Нева (включая бассейны рек Онежского и Ладожского озера).
Код объекта в государственном водном реестре — 01040300212102000010856.